# Пукотина раја (ТВ филм)
„Пукотина раја” је југословенски ТВ филм из 1959. године. Режирао га је Славољуб Стефановић Раваси а сценарио је написао Милан Туторов.

## Улоге
| Глумац             | Улога |
| ------------------ | ----- |
| Олга Спиридоновић  |       |
| Михајло Викторовић |       |